# Paralimnophila (Paralimnophila) signifera
Paralimnophila (Paralimnophila) signifera is een tweevleugelige uit de familie steltmuggen (Limoniidae). De soort komt voor in het Australaziatisch gebied.